# Горшковка
Горшковка — река в России, протекает по Брейтовскому району Ярославской области. Устье реки находится в 3,9 км от устья Каменки по левому берегу. Длина реки — 10 км.

## Течение
Исток реки находится в болотистом лесу к востоку от посёлка Вышка. Река течёт в восточном направлении до поселка Вышка, после чего поворачивает на юго-восток и ниже деревни Минюшено впадает в Каменку, которая, обогнув холм, на котором расположено село Покровское, впадает в Сить (по крайней мере три притока Сити называются Каменкой, здесь имеется в виду Каменка, впадающая в Сить ниже Покровского).

## Данные водного реестра
По данным государственного водного реестра России, относится к Верхневолжскому бассейновому округу, водохозяйственный участок реки — Рыбинское водохранилище до Рыбинского гидроузла и впадающие в него реки, без рек Молога, Суда и Шексна от истока до Шекснинского гидроузла, речной подбассейн реки — реки бассейна Рыбинского водохранилища. Речной бассейн реки — (Верхняя) Волга до Куйбышевского водохранилища (без бассейна Оки).
Код объекта в государственном водном реестре — 08010200412110000004897.